# Pied-droit
Pied-droit (ou « piédroit »), appelé aussi montant ou jambage, peut désigner :
- la partie latérale d'une baie, d'une porte, d'une fenêtre, d'un manteau de cheminée ;
- le mur vertical supportant la naissance d'une voûte, y compris dans des tunnels ;
- le pilier carré qui porte la naissance d'une arcade.

## Description
Dans un pont, les pieds-droits qui sont les appuis extrêmes prennent le nom de « culée » ; ceux qui sont intermédiaires le nom de « pile » quand ils sont faits de pierre ou de béton armé, et « palée » quand ils sont en bois.
Lorsque la baie est fermée par un arc, les deux montants verticaux qui portent l’arc portent le nom de piédroits ou pieds-droits. L'arc repose de chaque côté sur une imposte qui chapeaute chaque piédroit. Si le piédroit est constitué d'un pilier ou d'une colonne, il est généralement couronné par un chapiteau. Quand la voussure de l'arc est composée de plusieurs rouleaux superposés, ceux-ci sont soutenus par le même nombre d'éléments qui constituent ensemble le piédroit.
Lorsqu'une baie, porte ou fenêtre, est couverte par un linteau, les deux montants verticaux de cette baie prennent le nom de « jambage ».

## Galerie

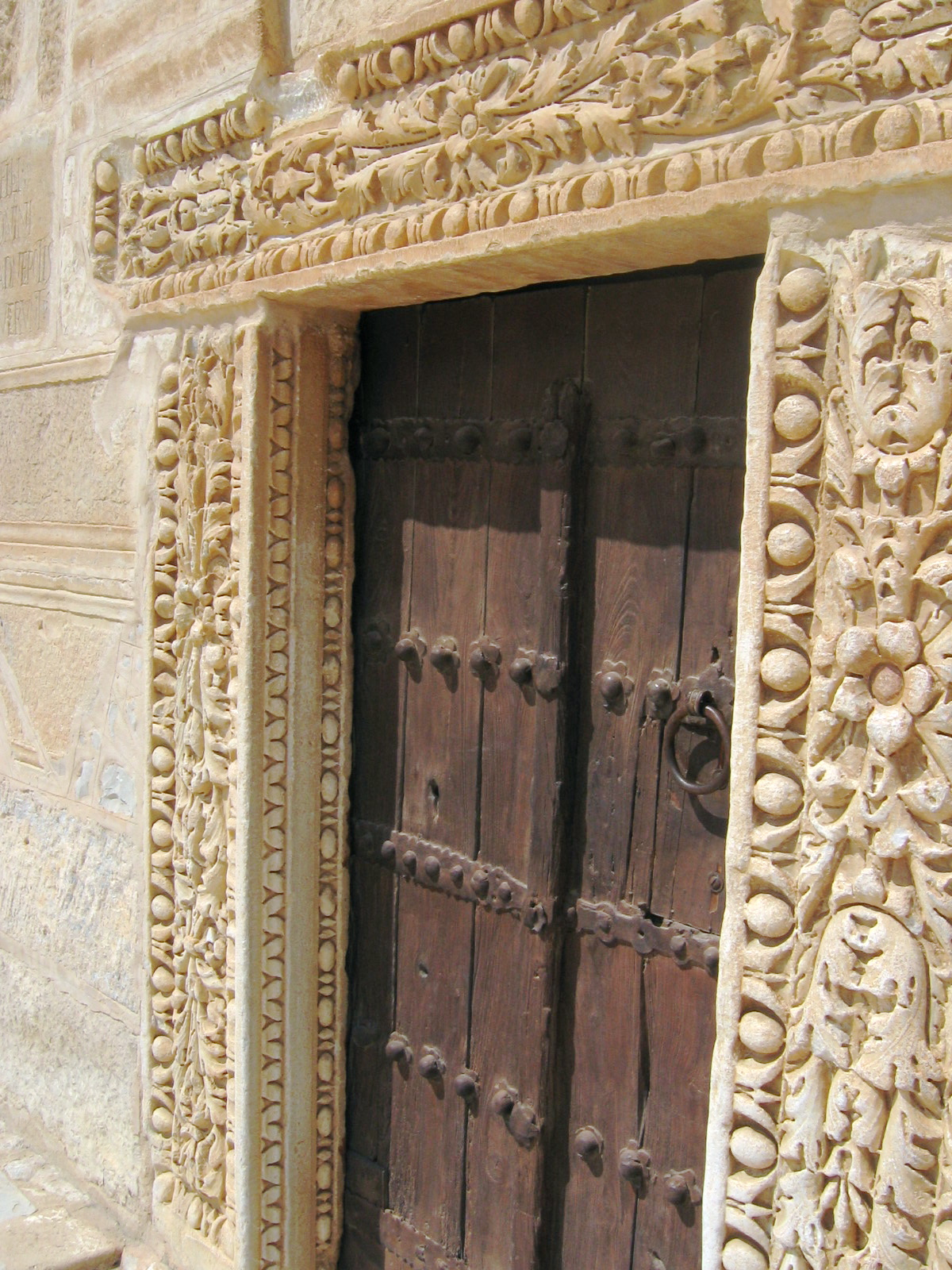
Pieds-droits sculptés de la porte du minaret de la grande mosquée de Kairouan, en Tunisie.
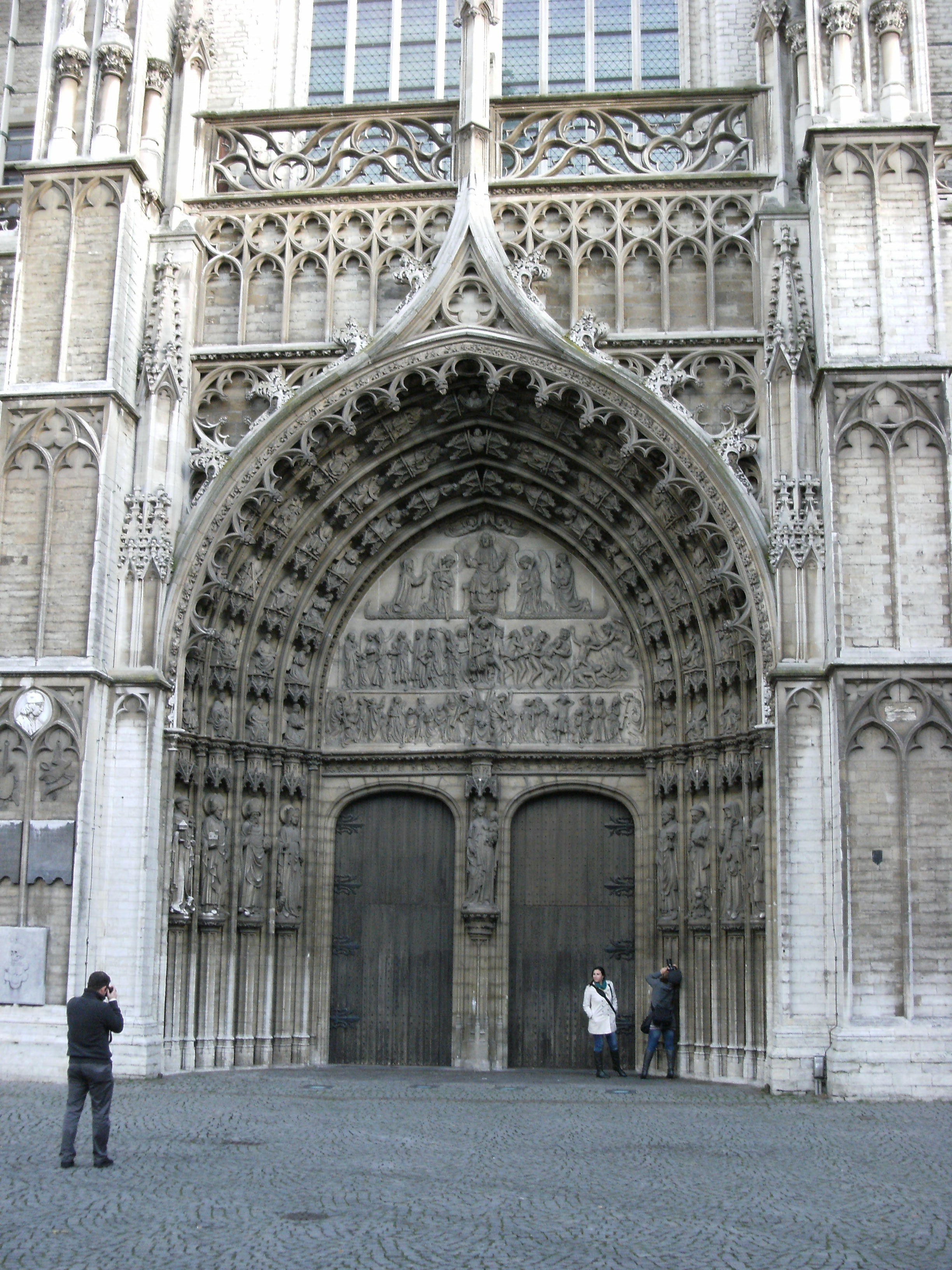
Pieds-droits sculptés de la porte de la cathédrale Notre-Dame d'Anvers.